# Go-Ahead Group

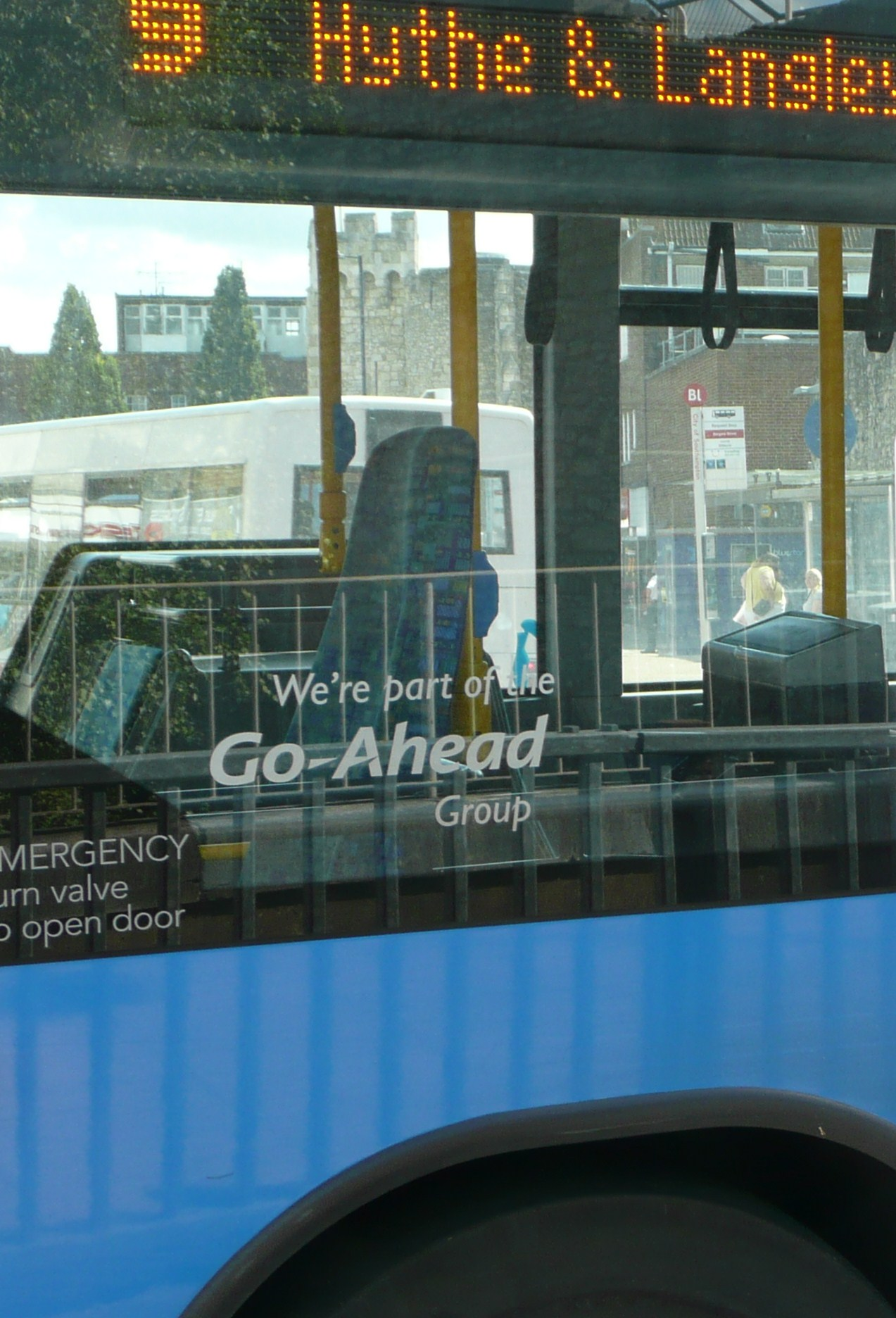
Groepslogo vermeld op een van de Bluestar bussen, dochterbedrijf van Go-Ahead

De Go-Ahead Group PLC is een Brits openbaarvervoerbedrijf.

## Geschiedenis
Het bedrijf is voortgekomen uit 'Northern General Transport (NGT)', een dochteronderneming van de National Bus Company (NBC). De NBC heeft in 1987 Northern General Transport aan de directie van Northern General Transport verkocht (een zogenaamde managementbuy-out). Daarna werd de naam gewijzigd in 'Go-Ahead Group'.  

## Activiteiten

### Busdiensten
De groep beheert een aantal busmaatschappijen:
- Bluestar - lijnbussen in Eastleigh en Southampton
- Blue Triangle - lijnbussen in Rainham
- Brighton & Hove - lijnbussen in Brighton and Hove
- Damory Coaches - bus en touringcar uitbater in Blandford Forum
- Docklands Buses - lijnbussen in het oosten van Londen
- Go North East - lijnbussen in noordoost Engeland
- Konectbus - lijnbussen in Norfolk
- London Central - lijnbussen in Londen
- London General - lijnbussen in Londen
- Marchwood Motorways - touringcaruitbater in Marchwood
- Metrobus - lijnbussen in zuidoost Engeland
- Oxford Bus Company - lijnbussen in Oxford
- Plymouth Citybus - lijnbussen in Plymouth
- Southern Vectis - lijnbussen op Isle of Wight
- Tourist Group - een groep touringcaruitbaters in Salisbury
- Wilts & Dorset - lijnbussen in de zuidoostelijke kuststeden van Dorset, Salisbury en New Forest

### Treindiensten
Onder de naam GOVIA Ltd zijn Keolis en Go-Ahead Group de eigenaren van de spoorwegondernemingen London Midland, Southeastern en Southern. De eigendomsverhouding Go-Ahead - Keolis is 65%-35%. In september 2021 verloor Southeastern de concessie na beschuldigingen over een ‘vertrouwensbreuk’ met de Britse regering. De concessie wordt overgenomen door de overheid. Aanleiding voor deze maatregel was een onderzoek door het ministerie van Transport waaruit bleek dat Go-Ahead 25 miljoen pond sterling aan overheidsbijdragen niet had verantwoord in de financiële administratie. Het bedrijf moet dit bedrag terugbetalen en verdere financiële sancties zijn nog mogelijk. Southeastern is een van de grootste spoorconcessie in het zuidoosten van Engeland en GOVIA is de uitvoerder.
Op 9 mei 2016 werd bekend dat Go Ahead Verkehrsgesellschaft Deutschland GmbH vanaf juni 2019 met een looptijd van 13 jaar het vervoer in de treinconcessie Stuttgarter Net verzorgen. Hiervoor werden 45 treinstellen van het type Flirt 3 besteld bij Stadler Rail.
- SPNV-Net 1, lot 2 (Rems – Fils)
  - Stuttgart – Aalen – Crailsheim
  - Stuttgart – Geislingen (Steige) – Ulm
- SPNV-Net 1, lot 3 (Franken - Enz)
  - Stuttgart – Aalen
  - Stuttgart – Karlsruhe
  - Stuttgart – Heilbronn – Lauda – Würzburg